# Victoria Libertas Pallacanestro 2011-2012
Questa voce raccoglie le informazioni riguardanti la Victoria Libertas Pallacanestro nelle competizioni ufficiali della stagione 2011-2012.

## Stagione
La stagione 2011-2012 della Victoria Libertas Pallacanestro, sponsorizzata Scavolini-Siviglia, è la 53ª nel massimo campionato italiano di pallacanestro, la Serie A.

## Roster
Aggiornato al 5 gennaio 2017.
| Victoria Libertas Pallacanestro 2011-12 | Victoria Libertas Pallacanestro 2011-12 |
| Giocatori                               | Staff tecnico                           |
| --------------------------------------- | --------------------------------------- |

| N. | Naz.                   | Ruolo | Nome               | Anno | Alt.   | Peso   |  |
| -- | ---------------------- | ----- | ------------------ | ---- | ------ | ------ |  |
| 4  | Stati Uniti (bandiera) | A     | James White        | 1982 | 201 cm | 90 kg  |  |
| 5  | Italia (bandiera)      | P     | Andrea Traini      | 1992 | 180 cm | 80 kg  |  |
| 8  | Italia (bandiera)      | PG    | Daniele Cavaliero  | 1984 | 188 cm | 83 kg  |  |
| 9  | Italia (bandiera)      | G     | Mirza Alibegović   | 1992 | 190 cm | 80 kg  |  |
| 11 | Stati Uniti (bandiera) | P     | Ricky Hickman      | 1985 | 189 cm | 88 kg  |  |
| 12 | Italia (bandiera)      | C     | Marco Cusin        | 1985 | 211 cm | 112 kg |  |
| 13 | Italia (bandiera)      | A     | Lorenzo Tortù      | 1993 | 200 cm | 90 kg  |  |
| 14 | Italia (bandiera)      | A     | Simone Flamini (C) | 1982 | 202 cm | 96 kg  |  |
| 15 | Italia (bandiera)      | GA    | Daniel Hackett     | 1987 | 198 cm | 96 kg  |  |
| 16 | Lituania (bandiera)    | C     | Tautvydas Lydeka   | 1983 | 208 cm | 115 kg |  |
| 23 | Lituania (bandiera)    | AC    | Arminas Urbutis    | 1986 | 206 cm | 100 kg |  |
| 33 | Stati Uniti (bandiera) | AG    | Jumaine Jones      | 1979 | 203 cm | 104 kg |  |
| -  | Italia (bandiera)      | P     | Matteo Cercolani   | 1994 | 179 cm | 76 kg  |  |

| Allenatore                                                             |
| - Luca Dalmonte                                                        |
| Assistente/i                                                           |
| - Umberto Badioli Legenda - (C) Capitano - (IN) Inattivo - Infortunato |

## Mercato

### Sessione estiva
| Acquisti | Acquisti           | Acquisti           | Acquisti      | Acquisti |
| R.       | Nome               | da                 | Modalità      |          |
| -------- | ------------------ | ------------------ | ------------- | -------- |
| A        | James White        | Dinamo Sassari     | definitivo    |          |
| G        | Mirza Alibegović   | Fortitudo Bologna  | definitivo    |          |
| PG       | Daniele Cavaliero  | Sutor Montegranaro | definitivo    |          |
| PG       | Ricky Hickman      | Junior Casale      | definitivo    |          |
| AG       | Jumaine Jones      | Juvecaserta        | definitivo    |          |
| A        | Alessandro Amici   | A. Costa Imola     | fine prestito |          |
| P        | Giovanni Tomassini | Crabs Rimini       | fine prestito |          |

| Cessioni | Cessioni            | Cessioni           | Cessioni       | Cessioni |
| R.       | Nome                | a                  | Modalità       |          |
| -------- | ------------------- | ------------------ | -------------- | -------- |
| P        | Andre Collins       | Juvecaserta        | fine contratto |          |
| AP       | Giulio Perini       | Sutor Montegranaro | fine contratto |          |
| AG       | Andrea Bartolucci   | U.S. Empolese      | fine contratto |          |
| G        | Guillermo Díaz      | Cap. de Arecibo    | fine contratto |          |
| AP       | Morris Almond       | Čerkasy Mavpy      | fine contratto |          |
| AG       | Nemanja Aleksandrov | Verviers-Pepinster | fine contratto |          |
| AG       | Nicolò Melli        | Olimpia Milano     | fine prestito  |          |
| A        | Alessandro Amici    | Pall. Firenze      | prestito       |          |
| P        | Giovanni Tomassini  | Reyer Venezia      | prestito       |          |

### Dopo l'inizio della stagione
| Acquisti | Acquisti        | Acquisti        | Acquisti   | Acquisti |
| R.       | Nome            | da              | Modalità   |          |
| -------- | --------------- | --------------- | ---------- | -------- |
| AC       | Arminas Urbutis | Rūdupis Prienai | definitivo |          |

| Cessioni | Cessioni      | Cessioni | Cessioni | Cessioni |
| R.       | Nome          | a        | Modalità |          |
| -------- | ------------- | -------- | -------- | -------- |
| P        | Andrea Traini | Recanati | prestito |          |